# Alebroides discretus
Alebroides discretus är en insektsart som beskrevs av Chou och Zhang 1987. Alebroides discretus ingår i släktet Alebroides och familjen dvärgstritar. Inga underarter finns listade i Catalogue of Life.